# 1240-е годы
1240-е (ты́сяча две́сти сороковы́е) го́ды по юлианскому календарю — промежуток времени с 1 января 1240 года по 31 декабря 1249 года, включающий 1240 год 4-го десятилетия   и с 1241 по 1249 годы    5-го десятилетия XIII века 2-го тысячелетия.  Они закончились 776 лет назад.

## Важнейшие события
- Ливонский поход на Русь (1240—1242)[1]. Невская битва (1240). Ледовое побоище (1242).
- Западный поход монголов (1236—1242; Батый).
  - Военные действия против Даниила Галицкого (1240).
  - Вторжение в Польшу (1241).
  - Вторжение в Венгрию (1241—1242).
  - Монголо-татарское иго официально установлено (1243). Отец Александра Невского князь Ярослав Всеволодович получил от хана Бату ярлык на Великое княжество Владимирское.
- Англо-французская война (1242; Saintonge War).
- Первый Лионский собор (1245).
- Седьмой крестовый поход (1248—1250/1254).

## Культура
- Путешествие Плано Карпини в Монголию (1245—1247).